# Maorigerygone
Die Maorigerygone (Gerygone igata, in Neuseeland Grey Gerygone, Grey Warbler oder Riroriro) ist ein neuseeländischer Singvogel aus der Gattung Gerygone innerhalb der Familie der Südseegrasmücken.

## Merkmale

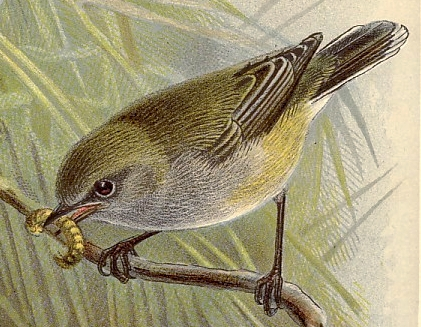
Illustration aus A History of the Birds of New Zealand (1888)

Die Vögel wiegen etwa 6,5 Gramm und werden 11 cm lang. Die Oberseite des Gefieders ist beim Männchen graubraun mit einer Tendenz zu olivgrün. Gesicht, Kehle und Brust sind mattgrau. Das Abdomen ist schmutzigweiß mit einem Gelbstich. Der Schwanz ist unten weiß und oben dunkelbraun. Beim Flug werden die weißen Spitzen der Federn sichtbar. Das Auge ist rubinrot.
Das Gefieder des Weibchens ist ähnlich, es bleibt jedoch kleiner. Die Jungvögel sind heller und ohne gelben Einschlag, ihr Auge ist braun.
Der Gesang des Männchens beginnt oft mit einer Serie von drei Quietschern und geht dann in ein charakteristisches langgezogenes Trillern über, das steigt und fällt. Sie singen das ganze Jahr, am meisten jedoch in der Brutzeit im Frühjahr. Sie sind meist eher zu hören als zu sehen.

## Vorkommen
Die Art lebt auf beiden neuseeländischen Hauptinseln und vielen vorgelagerten Inseln. Sie fehlt jedoch in offenen Gebieten und in der alpinen Zone. Die Art lebt in Wäldern der gemäßigten Klimazone, überall dort, wo Deckung durch Bäume oder Gebüsch vorhanden ist.

## Verhalten
Die Insektenfresser fressen hauptsächlich Spinnen, Insekten und deren Larven. Sie sind sehr aktiv und springen ständig von Zweig zu Zweig.

## Fortpflanzung

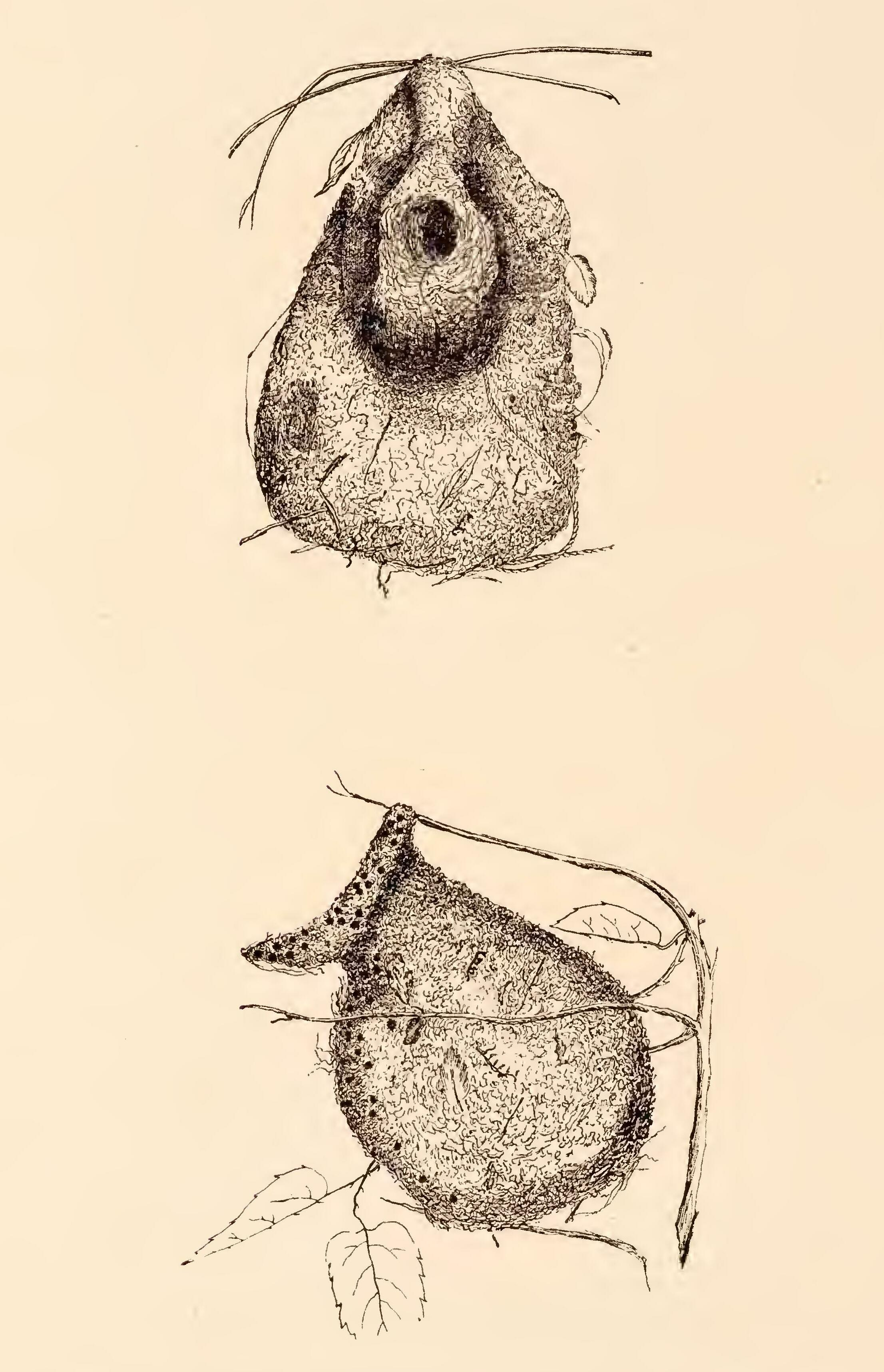
Nest der Maorigerygone

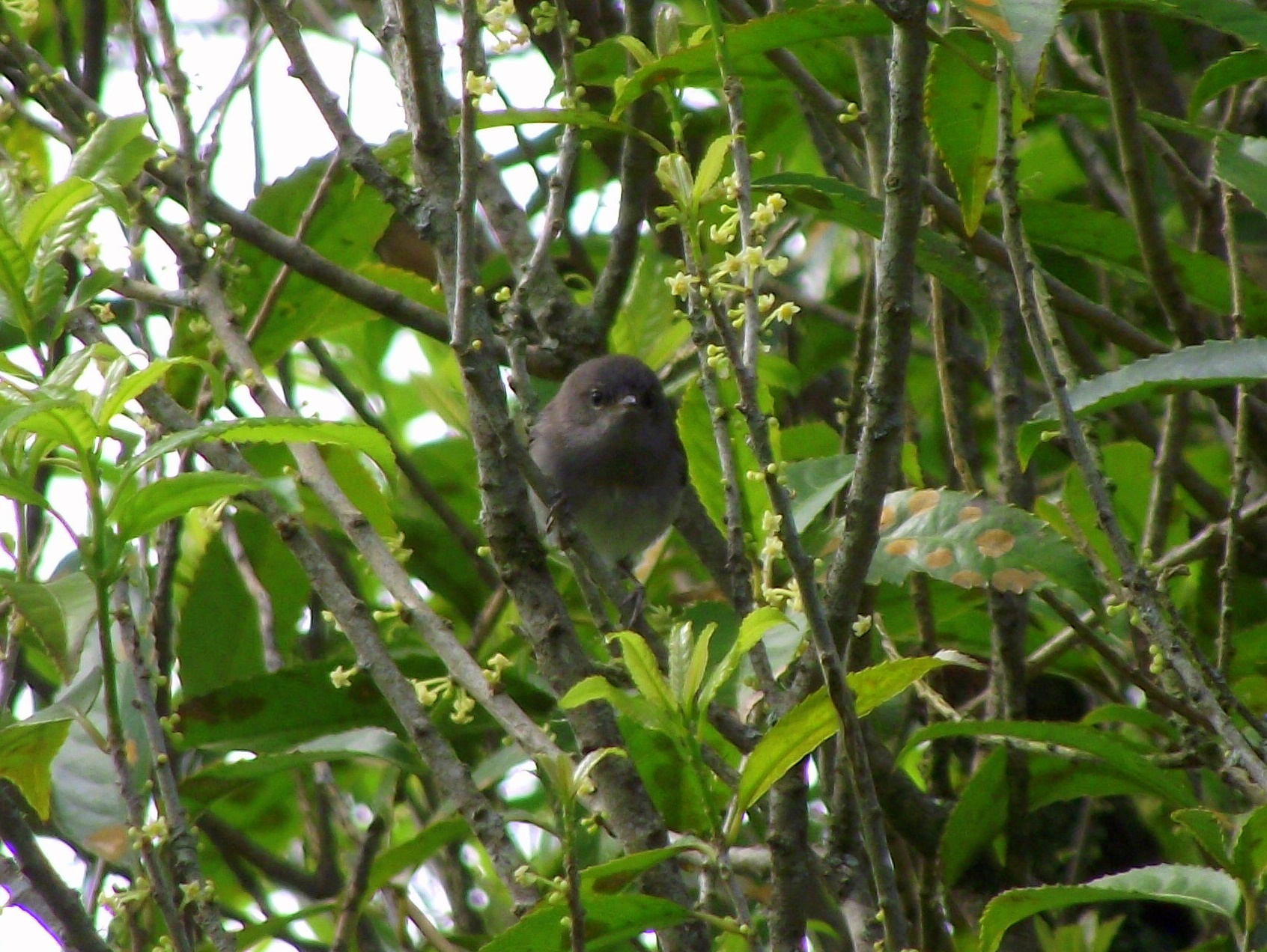
Maorigerygone im Jugendkleid

Die Art baut als einzige in Neuseeland ein birnenförmiges Nest mit einem seitlichen Eingang nahe der Spitze. Das Männchen sammelt zwar Material, das Nest wird aber allein vom Weibchen aus Gras, Blättern, Wurzeln und Moos gebaut, die mit Spinnenweben zusammengehalten werden. Das Nest kann sich zwischen 50 cm und 7,5 m über dem Boden befinden und ist mit Federn und anderem weichen Material ausgekleidet. Es ist oben an einem Zweig befestigt, wird aber oft an der Rückseite oder den Seiten zusätzlich befestigt.
Die 3 bis 7 Eier werden in Abständen von 2 Tagen gelegt sind rosaweiß mit kleinen rotbraunen Flecken. Sie wiegen 1,5 Gramm und sind etwa 17 mm lang und 12 mm breit. Die Brutzeit beträgt 19 Tage, die Jungtiere verbringen weitere 15 bis 19 Tage im Nest. Das Männchen ist auch am Brutgeschäft nicht beteiligt, füttert aber die Jungen mit.
In der Brutzeit von August bis Januar haben sie meist zwei Würfe, der zweite wird aber oft vom Glanzbronzekuckuck (Chrysococcyx lucidus) zerstört, der die Eier entfernt und sein eigenes Ei ins Nest legt.